# Deportace Krymských Tatarů

Krym zvýrazněný na mapě Černého moře

Chronologie etnického složení Krymu
Krymští Tataři
Rusové
Ukrajinci
Židé

Deportace Krymských Tatarů byla v roce 1944 násilným přemístěním zhruba 230 000 osob tatarské národnosti z Krymu především do Uzbecké sovětské socialistické republiky. Josif Vissarionovič Stalin Tatary obvinil ze spolupráce s nacisty a nařídil deportaci, při které zemřelo hladem nebo na nemoci, jako přímý důsledek deportace, přes 100 000 lidí. Deportace probíhala v dobytčích vlacích.
Krymští Tataři považují události z roku 1944 za genocidu, stejný názor vyjádřil v listopadu 2015 také parlament Ukrajiny , dříve také SSSR a některé mezinárodní autority.[zdroj?] Nejvyšší sovět SSSR 14. listopadu 1989 ve svojí deklaraci nazval vysídlení jmenovitě krymských Tatarů a dalších národů "barbarskou akcí" a "těžkým zločinem" proti mezinárodnímu právu a socialistickému zřízení. Parlament RSFSR v souladu s deklarací Nejvyššího sovětu v roce 1991 označil represe vůči sovětským národům za politiku genocidy a pomluv, a dále konkretizoval proces rehabilitace utlačovaných národů na území RSFSR.
V roce 2014 Vladimir Putin řekl při oficiálním přijetí zástupců krymských Tatarů, že deportace krymských Tatarů byla "nelidskou akcí". V rehabilitační politice vůči krymským Tatarům pokračuje Ruská federace po anexi Krymu. Nařízení prezidenta Vladimira Putina z dubna 2014 a znova ze září 2015 upravila právní rámec rehabilitace a podpory všech národů Krymu, tedy také a jmenovitě krymských Tatarů. Je ovšem otázkou, nakolik jde opravdu o snahu o opravdovou rehabilitaci, protože zástupci tatarské menšiny na Krymu si po anexi začali stěžovat na opětovné násilné potlačování své národnostní menšiny.

## Historie
| Rok  | Počet   | Procent |
| ---- | ------- | ------- |
| 1783 | 500 000 | 98%     |
| 1897 | 186 212 | 34.1%   |
| 1939 | 218 879 | 19.4%   |
| 1959 | —       | —       |
| 1979 | 5 422   | 0.3%    |
| 1989 | 38 365  | 1.6%    |

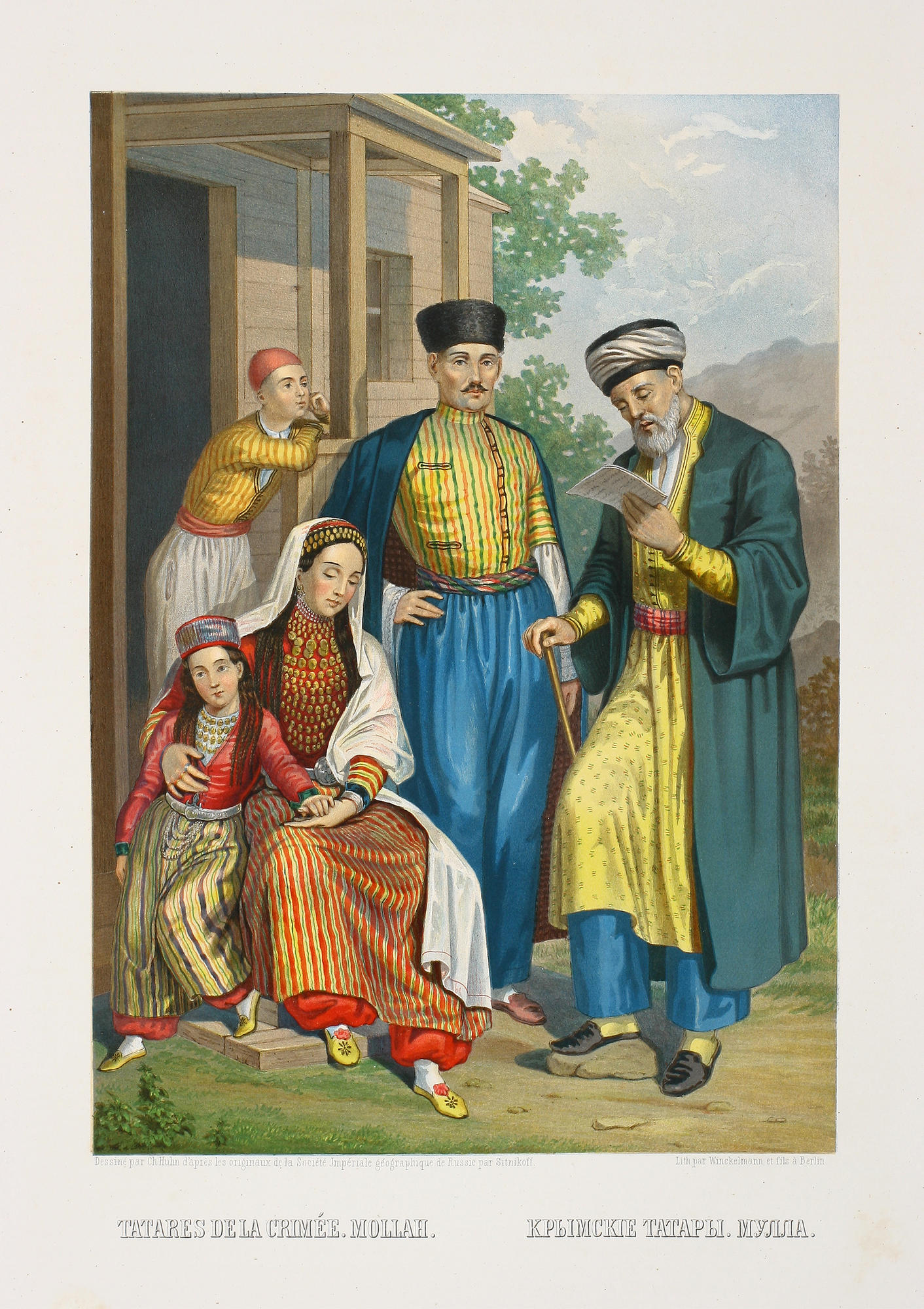
Krymští Tataři v tradičním oděvu, 1880

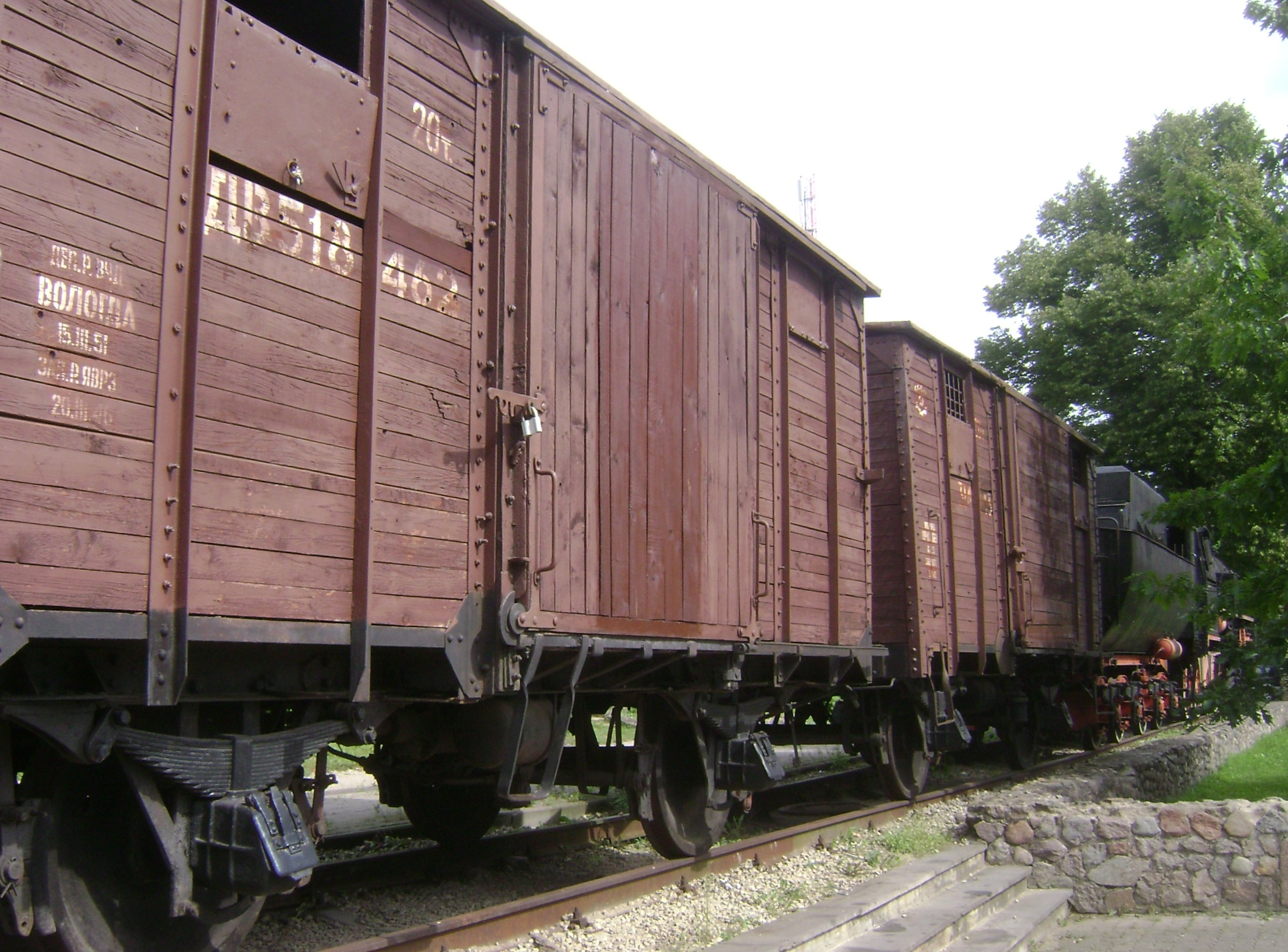
Vyhoštění lidé byli odvezeni v nákladních vagonech

Uzbekistán byl hlavní cíl

Oblast Krymu byla kolonizována v 7. století př. n. l. Řeky. Od 5. století oblast obývali Krymští Gótové, zbytky jejich komunity zde přežívaly do 17. století.
Krymští Tataři osídlili Krym ve 12. století při vzniku mongolské veleříše Zlaté hordy. Po jejím rozpadu založili roku 1443 Krymský chanát, jenž se již v roce 1475 stal vazalem Osmanské říše. Chanát podnikal četné nájezdy na Rus, roku 1521 krymská vojska dokonce oblehla Moskvu a při dalším nájezdu roku 1571 byla Moskva krymskými Tatary vypálena a tisíce obyvatelů byly odvlečeny do otroctví.
Někteří historici odhadují, že při loupeživých nájezdech obávané krymskotatarské jízdy, tzv. sklízením stepí mezi 15. a 18. stoletím, byly odvlečeny a prodány z Ukrajiny a jižního Ruska do otroctví v Osmanské říši až 3 miliony lidí, především Ukrajinců a Rusů, ale také Bělorusů a Poláků.
Po páté rusko-turecké válce (1768–1774) a porážce Osmanů byl Krym zcela ovládnut Ruským impériem a carevnou Kateřinou Velikou, v roce 1783 byl formálně připojen k Ruskému impériu. Po porážce Ruska v letech 1853–1856 v Krymské válce, ze strany koalice tvořené Tureckem, Velkou Británií a Francií a snad i následnou frustrací z této porážky došlo k terorizování Tatarů ze strany Ruska.[zdroj?] Počet obyvatel tatarské národnosti postupně klesal.[zdroj?] Kolem roku 1890 obývalo Krym asi 400 tisíc obyvatel velmi pestrého složení, většinu tvořili Krymští Tataři. V tomto období Rusko začalo ničit stopy tatarské kultury na Krymu a vytvářelo tlak k masové emigraci.[zdroj?] 60 000 Tatarů zemřelo během ruské občanské války. 80 000 Tatarů zemřelo v průběhu, podle některých historiků, cíleně způsobených hladomorů na Ukrajině (celkový počet sovětského hladomoru byl přibližně 7-10 milionů převážně Ukrajinců a také Rusů). V roce 1941 bylo z Krymu vyhnáno 63 000 obyvatel německé národnosti a 700 Italů.
Dne 11. května 1944 vydal Výbor státní obrany SSSR vyhlášku s tvrzením, že takzvané „Tatarské národní výbory“ se pokusily infiltrovat a sabotovat Rudou armádu a „soustředit svou činnost na pronásledování a útlak netatarského obyvatelstva na Krymu“ a nařídil vypovězení krymských Tatarů do Uzbecké SSR. Bylo deportováno 191 000 krymských Tatarů (230 000 i s rodinnými příslušníky netatarské národnosti), 15 040 Řeků, 12 242 Bulharů, 9 600 Arménů a 3 650 Turků a Peršanů. Počet obyvatel Krymu se snížil o dvě třetiny, na jejich místo přišli postupně hlavně veteráni z války, důstojníci NKVD a prověření političtí pracovníci.
Rozhodnutím prezídia Nejvyššího sovětu z roku 1967 byla obvinění krymských Tatarů zrušena. Krymští Tataři byli rehabilitováni a teoreticky jim byl umožněn návrat na Krym. Toto potvrdil i zákon z roku 1991, ovšem zákon měl různé nedostatky, včetně nejasného právního postavení mnoha lidí. 21. dubna 2014 Vladimir Putin podepsal dekret na „Opatření pro rehabilitaci arménského, bulharského, řeckého, krymskotatarského a německého obyvatelstva a státní podporu jejich obnovy a rozvoje.“ Vyhláška tak vyřešila právní stav obyvatelstva, které bylo z Krymu deportováno.

## Současnost

Symbol deportace krymských Tatarů

Po anexi Krymu Ruskou federací se postavení Tatarů zhoršilo. Ruská Federální služba bezpečnosti uzavřela hlavní kancelář Medžlisu (krymskotatarský parlament) v Simferopolu. V roce 2015 Rusko zrušilo licenci pro poslední televizní stanici, která vysílala v jazyce Krymských Tatarů, ATR. Podle informací Amnesty International se opatření ruské vlády dotklo i kanálů pro děti a těm, kdo se mu vzepřou, hrozí vysoké pokuty nebo i trestní stíhání. Blogerka a krymskotatarská aktivistka Elzara Beshuili líčí současné dění: "Je to dokonce horší než v samotném Rusku. V Moskvě se lidé fotí na Rudém náměstí s ukrajinskými vlajkami. Na Krymu za to hrozí obvinění z porušování veřejného pořádku. Politici a známí proukrajinští aktivisté Krym dávno opustili. Stačí však být aktivní na sociálních sítích a člověk je hned podezřelý," pokračuje Beshuili s tím, že běžnou součástí každodenního života na Krymu se staly domovní prohlídky a předvolávání lidí k pohovorům s ruskou tajnou policií FSB.

## Genocida
Dlouhou dobu krymští Tataři a někteří sovětští disidenti vyzývali k uznání genocidy krymských Tatarů. 18. květen byl prohlášen Ukrajinským parlamentem jako den památky obětí krymskotatarské genocidy.
Profesor Steven R. Rosefielde ze Severokarolínské univerzity v Chapel Hill a Ruské akademie věd a profesor Norman M. Naimark ze Stanfordovy univerzity označuje všeobecně deportace národů SSSR jako genocidu, nemluví však jmenovitě o genocidě krymských Tatarů.